# Nikolaevo-Darino
Nikolaevo-Darino (en ruso: Николаево-Дарьино) es un pueblo ruso perteneciente al óblast de Kursk. Situado en el suroeste del país, forma parte del distrito de Sudzha.
Entre el 6 de agosto y el 19 de septiembre de 2024 el pueblo fue ocupado por Ucrania en el marco de la incursión ucraniana en el óblast de Kursk de agosto de 2024.

## Toponimia
Otro nombre de importancia local es Mikoláyevo-Darino (en ucraniano: Миколаєво-Дар'їно).

## Geografía
El pueblo está situado a orillas del río Snágost, 18 km al noroeste de Sudzha y 99 km al suroeste de Kursk. 

## Historia
El 6 de agosto de 2024, el pueblo fue escenario de una incursión en la óblast de Kursk de las Fuerzas Armadas de Ucrania en el transcurso de la guerra ruso-ucraniana.El 15 de agosto, el gobierno ucraniano anunció la formación de una administración militar para brindar ayuda humanitaria a los civiles y mantener la ley y el orden, donde se integró a Nikoláyevo-Darino.
El 19 de septiembre de 2024, el subjefe de la dirección política y militar de las Fuerzas Armadas rusas, Apti Alaudinov, afirmó en un mensaje en Telegram, que las tropas rusas habían recuperaron el control de la localidad.Si bien se reconquistó parte de la localidad previamente, en enero de 2025, la ciudad fue oficialmente reconquistada por las fuerzas rusas.

## Demografía
La evolución demográfica de Nikolaevo-Darino entre 2002 y 2021 fue la siguiente:
| 175                            | 153 | 110 |
| (Fuente: Population of Russia) |     |     |

En el censo de 2010, el 98% de la población eran rusos.